# Arkopharma
Arkopharma est un laboratoire pharmaceutique spécialisé dans le domaine de la phytothérapie, des produits naturels et des compléments alimentaires, fondée en 1980.

## Historique
En 1980, les laboratoires Arkochim sont créés (puis nommés « laboratoires Arkopharma »), à Carros, près de Nice (Alpes-Maritimes), par le docteur vétérinaire Max Rombi après avoir quitté les laboratoires Virbac qu'il avait lui-même créés avec le docteur vétérinaire Pierre-Richard Dick. Les deux docteurs s'étant connus en 1967, travaillant pour le compte des laboratoires Ronchèse à Nice. Arkochim comptent un effectif de 166 personnes pour un chiffre d'affaires de 8,2 millions d'euros. 
En 1982 le docteur Rombi fait appel à Cyril de La Patellière pour la création du logo « Arkochim » puis « Arkopharma ». Cette même année, sur une idée de Rombi, Arkopharma met sur le marché les « Arkogélules », gélules de poudre de plantes, dont la ligne de boîtage est créée par de La Patellière. Elles sont, après leur mise au point, testées sur le marché par une mise en vente dans le magasin « La rue aux Herbes », rue Chauvain à Nice, propriété de madame Brigitte Rombi jusqu'en 2008.
En 1983, le docteur Rombi rachète les anciennes usines de montage des « Meubles Efa » sur la zone industrielle de Carros, qui sont toujours le siège social.
En 1986, le Ministère de la Santé reconnaît la phytothérapie comme médecine, et propose une réglementation des A.M.M. (Autorisations de Mise sur le Marché) pour les spécialités pharmaceutiques à base de plantes. Arkopharma obtient ses premières AMM (Autorisations de Mise sur le Marché)[source insuffisante].
En 1987 et 1988, Arkopharma crée quatre filiales à l'étranger :  Espagne, Italie, États-Unis, Royaume-Uni. Le groupe possède un effectif de 345 personnes pour un chiffre d'affaires de 31,3 millions d'euros.
En 1996, le groupe est introduit à  la Bourse de Paris. La même année, il acquiert les Laboratoires d'Homéopathie Complexe (LHC), qui produit des spécialités homéopathiques commercialisées sous la marque Abbé Chaupitre. Il a alors un effectif de 865 employés pour un chiffre d'affaires de 97,1 millions d'euros.
En 1997, ses activités à l'international connaissent une importante croissance de l'ordre de 50 %.  La part des ventes à l’étranger représente  31 % du chiffre d’affaires consolidé. Le chiffre d'affaires est alors de 111,9 millions d'euros avec un effectif de 916 personnes.
En 1998, le groupe acquiert un distributeur en Belgique. Il crée une filiale aux Pays-Bas, implante une nouvelle usine en Irlande et transforme la société à Directoire et Conseil de surveillance.
En 2000, le chiffre d’affaires est de 158,8 millions d'euros pour un effectif de 1 130 personnes.
En 2003, le groupe acquiert deux nouvelles filiales en Suisse : PAD et Phyto Pharma Medika. Le chiffre d’affaires est de  227,.8 millions d'euros pour un effectif de 1 130 personnes.
En 2007, Arkopharma se retire de la cotation en bourse. Un plan d’action est lancé pour améliorer la marge opérationnelle du Groupe, avec notamment réduction du portefeuille produits et soutien publicitaire ambitieux des produits phares du Groupe. Le groupe compte un chiffre d’affaires de 223,9 millions d'euros pour un effectif de 1536 personnes.
En 2008, l’activité de la filiale américaine est revendue à un groupe américain spécialisé dans le marché des Health Food Shops. Ce groupe américain est ainsi devenu le distributeur des produits Arkopharma aux États-Unis. De même, la filiale canadienne, déficitaire les trois années précédentes est revendue.
En juillet 2014, le Groupe Arkopharma a été repris par Montagu Private Equity, l'un des leaders européens du capital-investissement.
En 2017, les Laboratoires Arkopharma cèdent le Laboratoire Ferrier aux Laboratoires Boiron.

## Activités
Les différents secteurs d'activités sont (par ordre décroissant d'importance dans le chiffre d’affaires) :
- La phytothérapie
- La dermo-pharmacie / dermo-cosmétique
- Les vitamines et minéraux
- La diététique
- L'aromathérapie

La structure industrielle du Groupe Arkopharma est principalement constituée par 3 usines de production situées à Carros (France), Waterford (Irlande) et Vintimille (Italie). Le Groupe Arkopharma dispose d'un parc d’une centaine de machines ou lignes de production permettant de répondre à la plupart des formes galéniques en fabrication pharmaceutique (gélules de poudre, d'huile, comprimés, formes liquides et cosmétiques).
Arkopharma est présent dans plus de 60 pays par le biais de distributeurs. Arkopharma détient 1 621 enregistrements et AMM (Autorisation de Mise sur le Marché) de médicaments et investit 4 % de son chiffre d’affaires dans la Recherche et le Développement.

## Structure
Arkopharma était jusqu'au 29 octobre 2014 une société anonyme (SA) à directoire et conseil de surveillance. Le directoire assurait la direction stratégique et opérationnelle de la société. Le conseil de surveillance assurait le contrôle de gestion, l’examen régulier des comptes et de tous les projets et investissements significatifs.
Depuis cette date, les Laboratoires Arkopharma sont une société par actions simplifiée (SAS) dirigée par un Président et deux Directeurs Généraux.

### Filiales françaises
- LHS SA

### Filiales internationales
- Arkopharma España SA - Espagne
- Arkofarm Srl - Italie
- Cipriani Srl - Italie
- Arkopharma Nederland BV - Pays-Bas
- Arkopharma Belux - Belgique
- Arko Diffusion SA - Suisse

## Procès
Max Rombi, le fondateur et ex-PDG d'Arkopharma est condamné en appel en 2007 pour « tromperie » après la revente de gélules amaigrissantes censées renfermer des plantes chinoises Stéphania Tétrandra, mais qui contenaient en fait de l'Aristolochia Fangji (en) considérée comme néphrotoxique,.
En 2010, Max Rombi est condamné par l'autorité des marchés financiers.

## Images

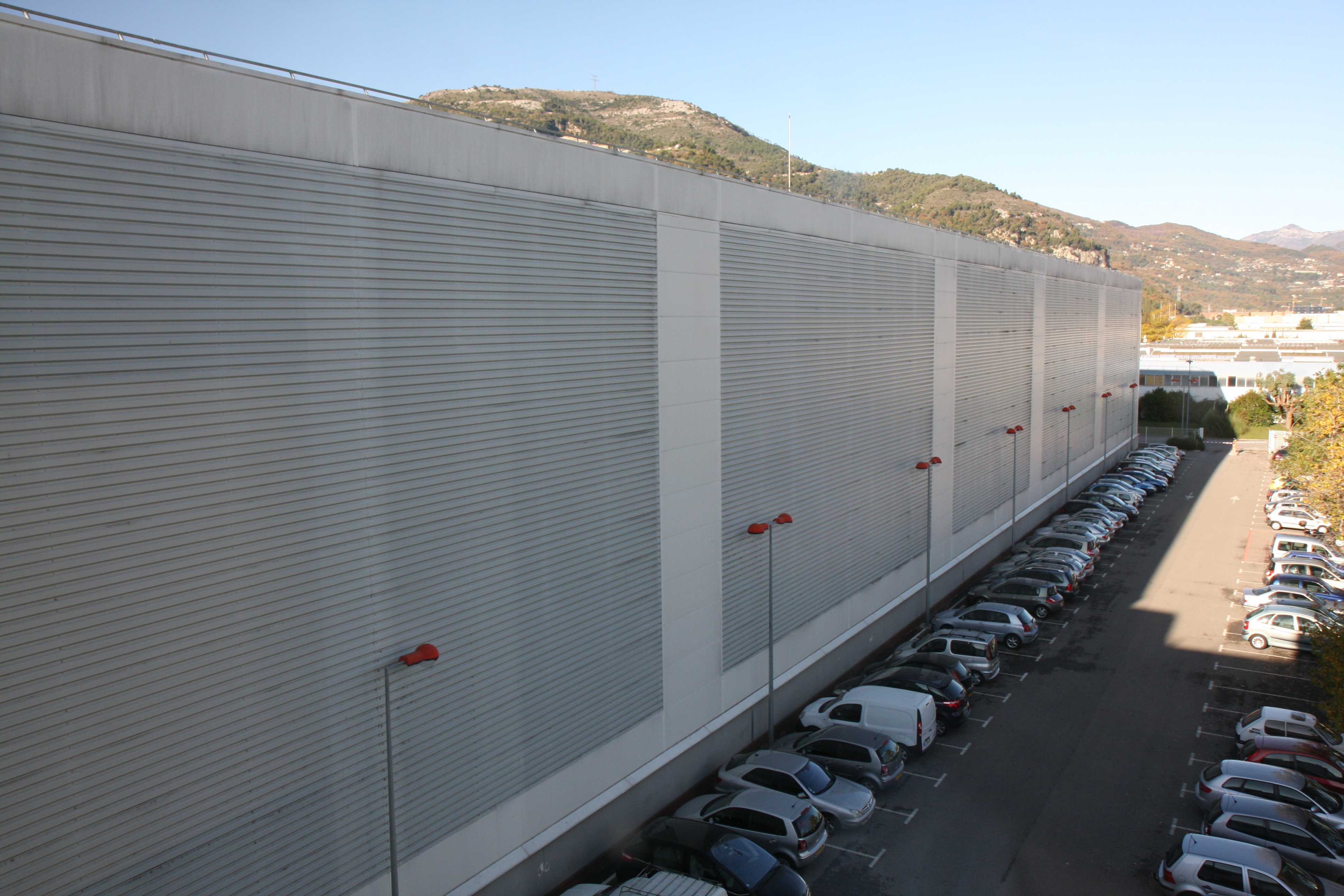
Magasin Automatisé Grande Hauteur (vue extérieure).
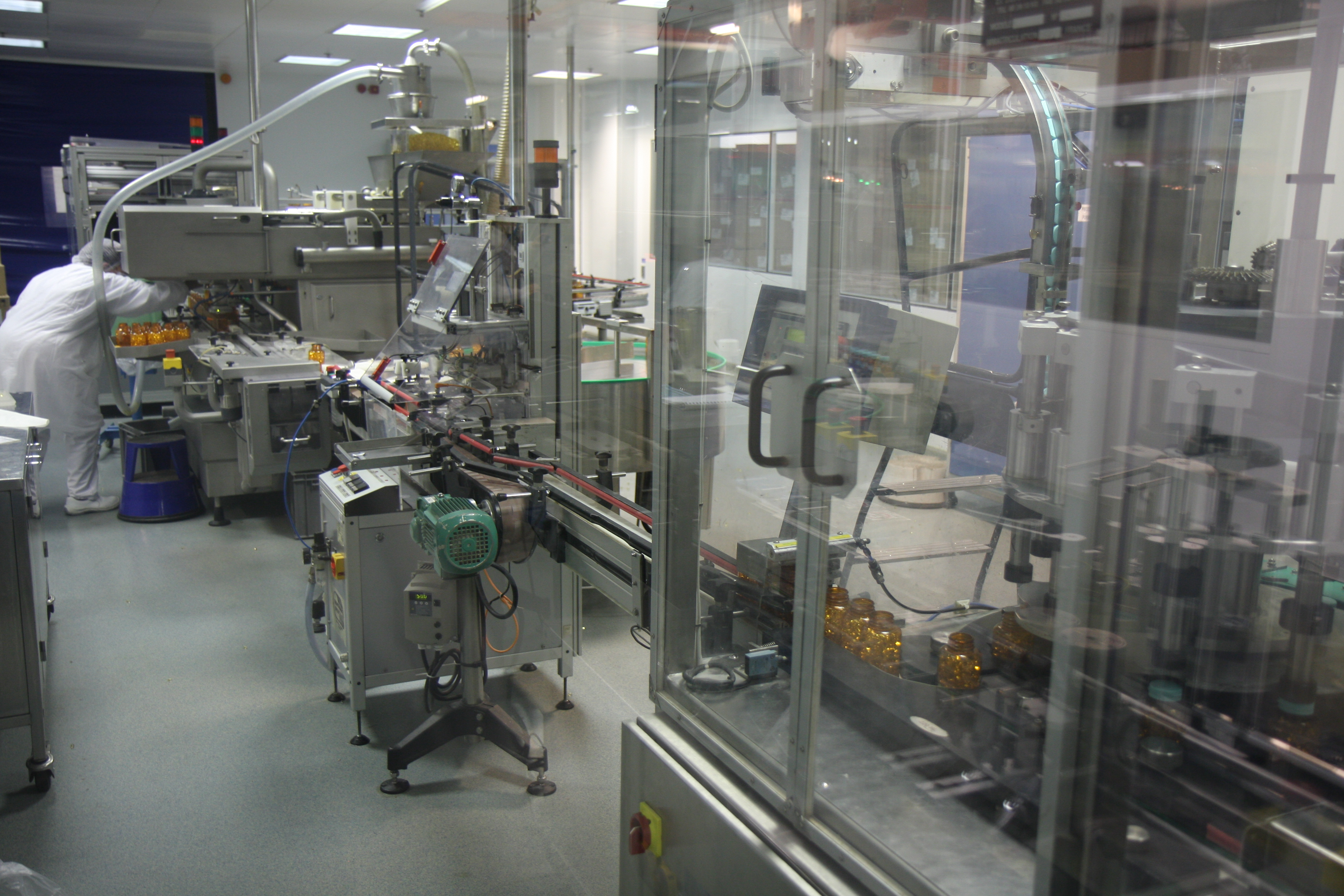
Chaîne de conditionnement de piluliers (remplissage).
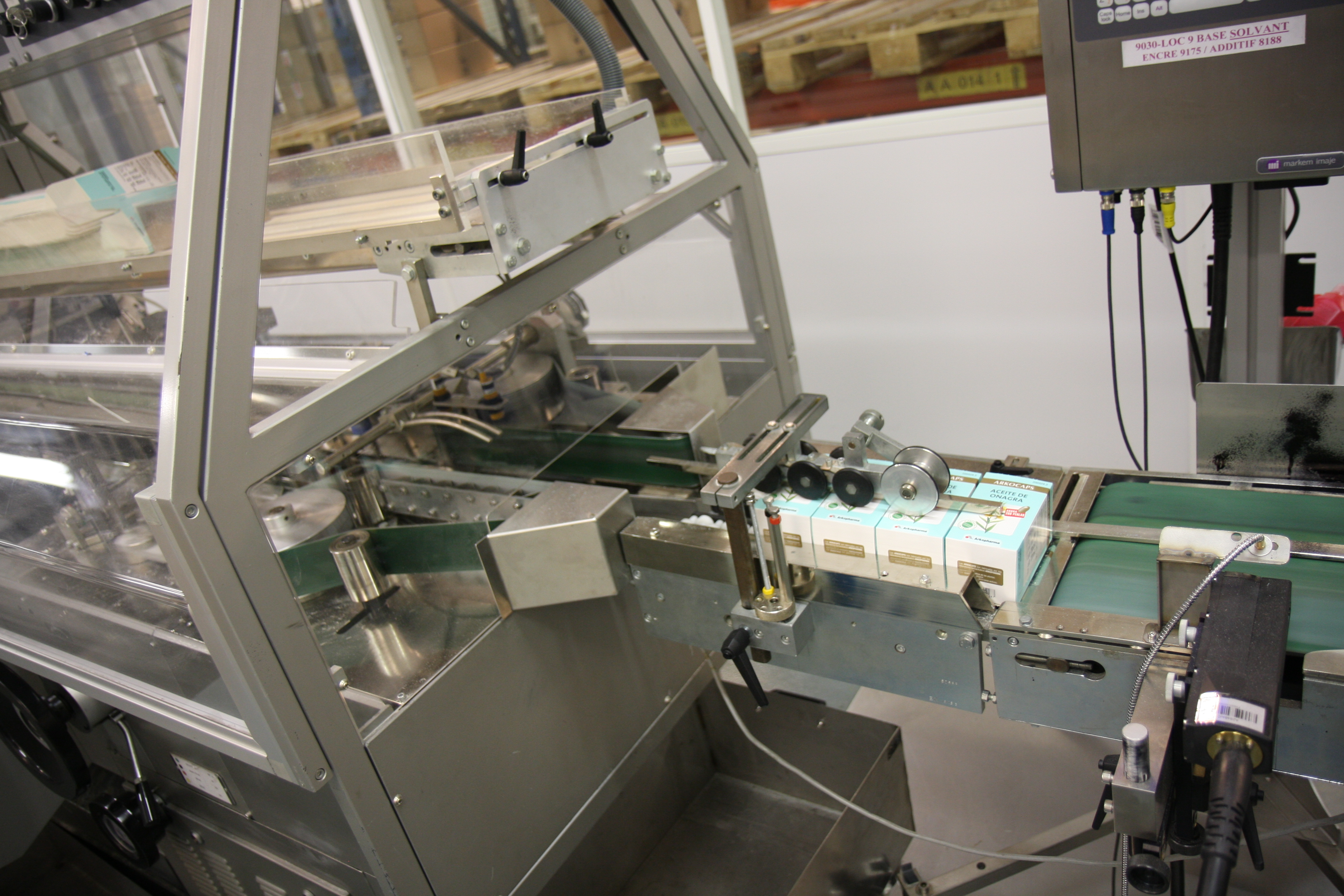
Chaîne de conditionnement de piluliers (mise en étui).
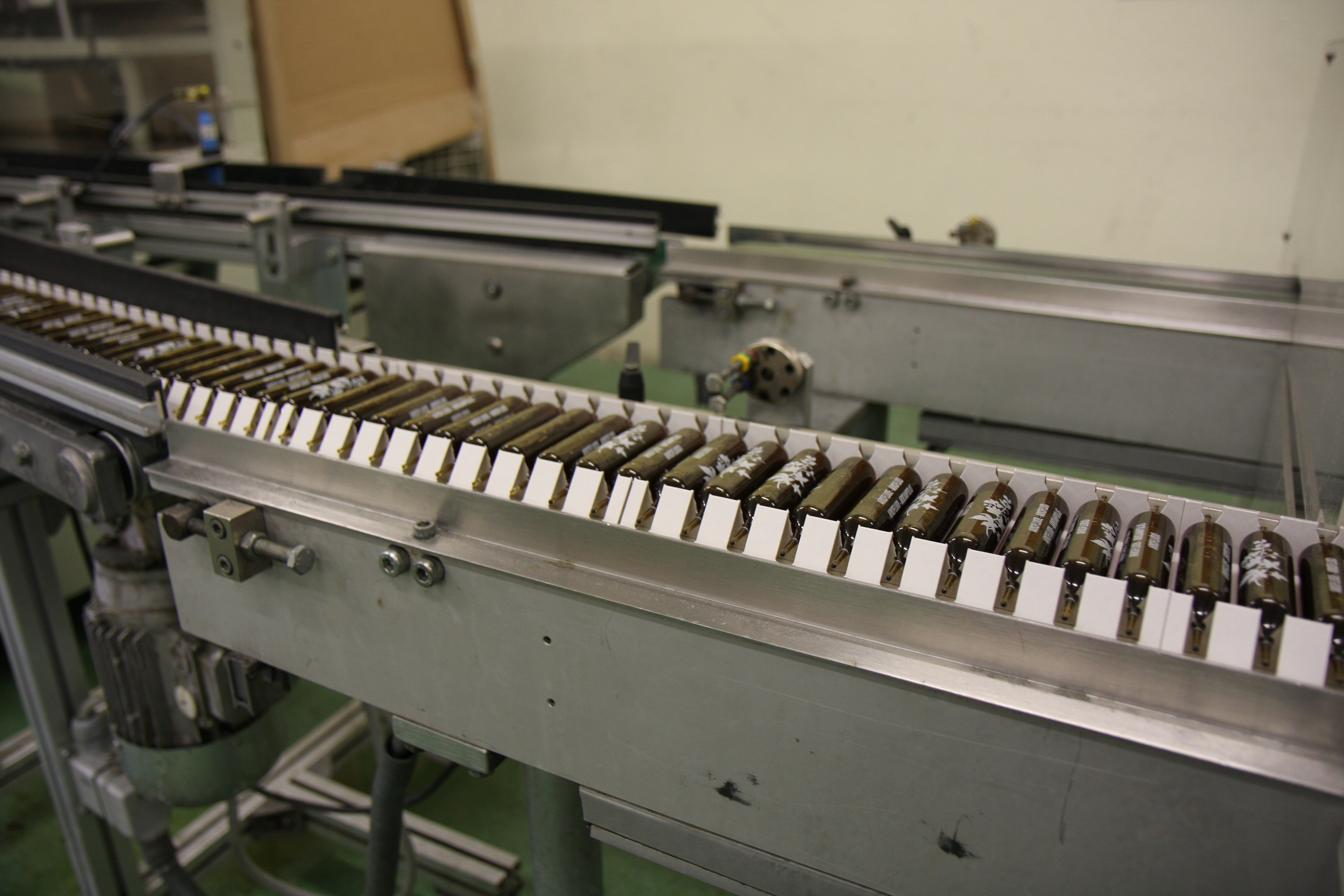
Chaîne de conditionnement d’ampoules.